# 勒恩巴赫
勒恩巴赫是德国巴伐利亚州的一个市镇。总面积40.63平方公里，总人口4475人，其中男性2246人，女性2229人（2011年12月31日），人口密度110人/平方公里。